# Aqua (macOS)

Aqua funcionar para Quartz Compositor, un servidor de pantalla y gestor de ventanas

Aqua es el nombre comercial de la apariencia de la interfaz gráfica de usuario del sistema operativo Mac OS X de Apple.
El tema Aqua y la interfaz de usuario se introdujo por primera vez en la Macworld Conference & Expo en enero del 2000 en San Francisco. La primera aparición de Aqua en un producto comercial fue en la liberación de julio del 2000 de iMovie 2.
Los elementos del diseño hacen uniforme el aspecto de la mayoría de las aplicaciones del Mac OS X. Su meta es "incorporar el color, profundidad, translucido, y texturas complejas visualmente atractivas" en aplicaciones del Mac OS X. Aunque Aqua es la interfaz de usuario completa, dos características notables de Aqua son botones tipo gel (como los de color rojo, amarillo y verde que controlan la ventana), y un Dock, el cual facilita el lanzamiento y navegación entre aplicaciones.
Aqua es el sucesor de Platinum, que fue usado en Mac OS 8 y 9.

## Evolución
Gran parte del diseño original de Aqua tenía la intención de complementar el aspecto translúcido de dos tonos del hardware contemporáneo de Apple, principalmente la iMac bondi blue original. En 2003 y 2004, Apple cambió a la utilización de Brushed metal en su diseño industrial (como con los Apple Cinema Displays de aluminio); en consecuencia Aqua cambió, incorporando la apariencia adicional brushed metal mientras desenfatizaban el fondo de rayas finas y los efectos de transparencia. En años recientes, sin embargo, la apariencia brushed metal también ha sido abandonada, en favor del plástico blanco semi reflectivo, similar al diseño industrial del iPod original. Esta combinación de estilos algo incompatibles ha sido controvertida en la comunidad de usuarios de Mac OS X. Apple sustituyó estos estilos incompatibles con la introducción de Mac OS X Leopard.

## Características de Aqua
Aqua tiene a Exposé que es una característica de Mac OS X que facilita el modo de gestionar las ventanas abiertas, exponiéndolas todas en un mosaico de miniaturas.
Existen dos estilos principales para Aqua. El predeterminado es el Standard pinstriped en el que la apariencia general imita lo cristalino y los botones son tridimensionales y con reflejos como burbujas. El segundo, Brushed Metal, es un entorno en una gama de grises metálicos en la que los botones se encajan en la pantalla. También hay otras opciones visuales en las que la interfaz es más plástica.
Cada lanzamiento sucesivo del sistema Mac OS X, trae mejoras en Aqua, tales como gamas de colores y efectos de escritorio. En general, también ha habido un movimiento hacia usar los sidebars, que ahora aparecen en muchos usos de Apple.

## Tipografías
Apple usa el tipo de letra Lucida Grande como el tipo estándar del sistema en varios tamaños. Algunas áreas del sistema operativo usan otra familia tipográfica, Helvética.

## Animación
Aqua hace constante el uso de la animación. Los ejemplos incluyen:
- Movimiento de los iconos al pulsar en ellos.

- Los iconos del Dock aumentan de tamaño con el cursor encima de ellos.

- Al minimizar, las ventanas "son aspiradas" al Dock.

- Los widgets del escritorio aparecen con un efecto de "ondulación". Al quitarlo, se aspiran como las ventanas

## Sistemas parecidos a Aqua
Existe una serie de utilerías, aplicaciones y técnicas utilizadas para "emular" la interfaz Aqua en sistemas distintos al Mac OS X. Un ejemplo de utilidad para GNU/Linux es kompose/skippy, ksmoothdock/gkrellm/SuperKaramba. 
En Windows XP es posible emplear "packs" de emulación, compilaciones que incluyen ficheros especialmente diseñados para modificar la apariencia del sistema. Un ejemplo muy popular es el pack conocido como "FlyakiteOSX".